# 小叶疣点卫矛
小叶疣点卫矛（学名：Euonymus verrucosoides var. viridiflorus）为卫矛科卫矛属下的一个变种。